# Željko Jerkov
Željko Jerkov fue un jugador de baloncesto croata, que ocupaba la posición de pívot. Nació el 6 de noviembre de 1953, en Pola, RFS Yugoslavia. Consiguió 9 medallas en competiciones internacionales con Yugoslavia.

## Clubes
- 1972-1982 KK Split
- 1982-1983 Victoria Libertas Pesaro
- 1983-1984 Pallacanestro Treviso